# حجت أباد (محمدية أردكان)
حجت أباد (بالفارسية: حجت‌آباد) هي قرية تقع في إيران في قسم محمدیة الريفي.